# Liste russischer Filme bis 1917

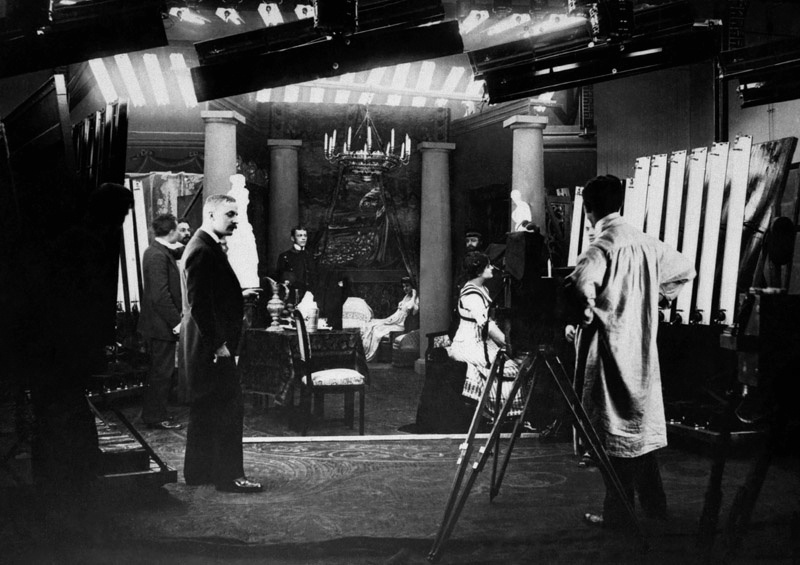
Filmset bei Pathé Frères, 1910

Diese Liste enthält Stummfilme, die im Russischen Kaiserreich bis 1917 entstanden.

## Geschichte
Seit etwa 1902 entstanden die ersten russischen Dokumentarfilme. Seit etwa 1908 gab es künstlerisch gestaltete Spielfilme.
Zu den künstlerisch wertvollsten gehörten Pique Dame (1916) und Pater Sergius (1917), sowie die aufwändig produzierten Historienfilme Die Belagerung von Sewastopol (1911) und 1812 (1912). Zu den wichtigsten Regisseuren gehörten Jakow Protasanow und Jewgeni Bauer.

## Russische Spielfilme (Auswahl)
In Moskau und St. Petersburg entstanden über hundert Spielfilme zwischen 1908 und 1917, vor allem in den Filmstudios der Pathé Frères (Bratja Pate), von Alexander Chanschonkow und von Paul Thiemann (Timan).
Für die meisten der hier angegebenen Filme gibt es englische und russische Wikipedia-Artikel, weitere sind in den Filmografien der einzelnen Regisseure angegeben zu finden. Viele russische Filme wurden auch im englischsprachigen Ausland, in Frankreich, Deutschland (bis 1914), Österreich-Ungarn, Italien und weiteren Ländern gezeigt.

### 1908
| Russischer Titel                  | Englischer Verleihtitel           | Deutscher Verleihtitel | Regisseur               | Bemerkungen                        |
| --------------------------------- | --------------------------------- | ---------------------- | ----------------------- | ---------------------------------- |
| Большой человек                   | The Big Man                       |                        | Alexander Drankow       | nicht erhalten                     |
| Драма в таборе подмосковных цыган | Drama in a Gypsy Camp near Moscow |                        | Wladimir Siwersen       | erster langer russischer Stummfilm |
| Свадьба Кречинского               | The Marriage of Krechinsky        |                        | Alexander Drankow       |                                    |
| Москва в снежном убранстве        | Moscow Clad in Snow               |                        | Joseph-Louis Mundwiller |                                    |
| Стенька Разин                     | Stenka Rasin                      |                        | Wladimir Romaschkow     |                                    |
| Усердный денщик                   | A Zealous Batman                  |                        | N. Filippow             |                                    |

### 1909
| Russischer Titel                 | Englischer Verleihtitel             | Deutscher Verleihtitel | Regisseur                                             | Bemerkungen                                |
| -------------------------------- | ----------------------------------- | ---------------------- | ----------------------------------------------------- | ------------------------------------------ |
| Русская свадьба 16 века          | 16th Century Russian Wedding        |                        | Wassili Michailowitsch Gontscharow                    |                                            |
| Боярин Орша                      | Boyarin Orsha                       |                        | Pjotr Tschardynin                                     |                                            |
| Мёртвые души                     | Dead Souls                          |                        | Pjotr Tschardynin                                     | nach dem Roman Tote Seelen von Gogol       |
| Смерть Ивана Грозного            | The Death of Ivan the Terrible      |                        |                                                       | Der Tod Iwans des Schrecklichen            |
| Эпизод из жизни Дмитрия Донского | Dmitri Donskoj                      | Dmitry Donskoy         | Kai Hansen                                            |                                            |
| Драма в Москве                   | Drama in Moscow                     |                        | Wassili Michailowitsch Gontscharow                    |                                            |
| Бахчисарайский фонтан            | The Fountain of Bakhchisaray        |                        | Jakow Protasanow                                      | nicht erhalten                             |
| Ухарь-купец                      | The Happy-Go-Lucky Merchant         |                        | Wassili Gontscharow                                   |                                            |
| Мазепа                           | Mazeppa                             |                        | Wassili Gontscharow                                   |                                            |
| Власть тьмы                      | The Power of Darkness               |                        | Pjotr Tschardynin                                     | nach Die Macht der Finsternis von Tolstoi  |
| Воскрешение                      | Resurrection                        |                        | (unbekannt)                                           | nach dem Roman Auferstehung von Tolstoi    |
| Песнь про купца Калашникова      | Song About the Merchant Kalashnikov |                        | Wassili Gontscharow                                   |                                            |
| Тарас Бульба                     | Taras Bulba                         |                        | Alexander Drankow                                     | nach der Erzählung Taras Bulba von Tolstoi |
| Чародейка                        | The Sorceress                       |                        | Pjotr Tschardynin, Wassili Michailowitsch Gontscharow |                                            |
| Ванька-ключник                   | Vanka the Steward                   | Die Tochter des Russen | Wassili Gontscharow                                   |                                            |
| Вий                              | Viy                                 |                        | Wassili Gontscharow                                   |                                            |

### 1910
| Russischer Titel  | Englischer Verleihtitel | Deutscher Verleihtitel                  | Regisseur                         | Bemerkungen                                       |
| ----------------- | ----------------------- | --------------------------------------- | --------------------------------- | ------------------------------------------------- |
| Поединок          | The Duel                | Das Duell                               | Maurice Maître                    |                                                   |
| Лейтенант Ергунов | Leutnant Yergunov       | Leutnant Yergunow                       | Maurice Maître, Kai Hansen        |                                                   |
| Идиот             | The Idiot               |                                         | Pjotr Tschardynin                 | nach dem Roman Der Idiot von Dostojewski          |
| Жук-олень         | Lucanus Cervus          |                                         | Wladyslaw Starewicz               | Der Hirschkäfer, erster russischer Animationsfilm |
| Пётр Великий      | Peter the Great         | Peter der Große                         | Wassili Gontscharow, (Kai Hansen) |                                                   |
| Княжна Тараканова | Princess Tarakanova     | Prinzessin Tarakanowa und Katharina II. | Kai Hansen, Maurice Maître        |                                                   |
| Пиковая дама      | The Queen of Spades     |                                         | Pjotr Tschardynin                 | nach der Erzählung Pique Dame von Puschkin        |
| Русалка           | The Water Nymph         |                                         | Wassili Gontscharow               | Rusalka                                           |

### 1911
| Russischer Titel    | Englischer Verleihtitel                            | Deutscher Verleihtitel                        | Regisseur           | Bemerkungen                                       |  |
| ------------------- | -------------------------------------------------- | --------------------------------------------- | ------------------- | ------------------------------------------------- |  |
| Анна Каренина       | Anna Karenina                                      | Anna Karenina                                 |                     | Maurice Maître                                    |  |
| Оборона Севастополя | Defence of Sevastopol                              | Erinnerungen an die Belagerung von Sewastopol | Wassili Gontscharow |                                                   |  |
| Евгений Онегин      | Eugene Onegin                                      |                                               | Wassili Gontscharow | nach dem Roman Eugen Onegin von Puschkin          |  |
| Роман с контрабасом | Romance with Double-Bass, Novel with a Double Bass | Der Kontrabass                                |                     | Kai Hansen                                        |  |
|                     | The Kreutzer Sonata                                |                                               | Pjotr Tschardynin   | nach der Erzählung Die Kreutzersonate von Tolstoi |  |

### 1912
| Russischer Titel                                | Englischer Verleihtitel      | Deutscher Verleihtitel | Regisseur                                                         | Bemerkungen                                     |
| ----------------------------------------------- | ---------------------------- | ---------------------- | ----------------------------------------------------------------- | ----------------------------------------------- |
| 1812 год                                        | 1812                         |                        | Wassili Michailowitsch Gontscharow, Kai Hansen, Alexander Uralski |                                                 |
| Прекрасная Люканида, или Война усачей с рогачам | The Beautiful Leukanida      | Die schöne Eulalia     | Władysław Starewicz                                               |                                                 |
| Месть кинематографического оператора            | The Cameraman's Revenge      |                        | Władysław Starewicz                                               |                                                 |
| Уход великого старца                            | Departure if a Grand Old Man | (keine)                | Jakow Protasanow, Elisabeth Thiemann                              | Spielfilm mit Dokumentarszenen über Lew Tolstoi |

### 1913
| Russischer Titel      | Englischer Verleihtitel     | Deutscher Verleihtitel            | Regisseur                                | Bemerkungen                                                            |
| --------------------- | --------------------------- | --------------------------------- | ---------------------------------------- | ---------------------------------------------------------------------- |
| Стрекоза и муравей    | The Grasshopper and the Ant | Die Grille und die Ameise         | Władysław Starewicz                      | Animationsfilm, nach Fabelvvon Krylow                                  |
| Ночь перед Рождеством | The Night Before Christmas  |                                   | Władysław Starewicz (Ladislas Starevich) | nach Erzählung von Gogol                                               |
| Домик в Коломне       | The Little House in Kolomna |                                   | Pjotr Tschardynin                        |                                                                        |
| Сумерки женской души  | Twilight of a Woman's Soul  |                                   | Jewgeni Bauer                            |                                                                        |
| Дядюшкина квартира    | Uncle's Apartment           |                                   | Pjotr Tschardynin, Jewgeni Bauer         |                                                                        |
| В руках сластолюбца   |                             | Das Geheimnis der schwarzen Maske | Arnold Bystrizki, Georg Jacoby           | nach Roman von Arthur Schnitzler, Coproduktion mit Deutschland und USA |

### 1914
| Russischer Titel               | Englischer Verleihtitel                | Deutscher Verleihtitel | Regisseur                            | Bemerkungen                              |
| ------------------------------ | -------------------------------------- | ---------------------- | ------------------------------------ | ---------------------------------------- |
| Анна Каренина                  | Anna Karenina                          |                        | Wladimir Gardin                      | nach dem Roman Anna Karenina von Tolstoi |
| Дворянское гнездо              | A Nest of Noblemen                     |                        | Wladimir Gardin                      |                                          |
| Хризантемы                     | Chrysanthemums                         |                        | Pjotr Tschardynin                    |                                          |
| Драма в кабаре футуристов № 13 | Drama in the Futurist's Cabaret No. 13 |                        | Wladimir Kassjanow, Michail Larjonow |                                          |
| Беглец                         | The Fugitive                           |                        | Alexander Wolkow                     |                                          |
| Дитя большого города           | The Girl from the Street               |                        | Jewgeni Bauer                        |                                          |
| Слава - нам, смерть - врагам   | Glory to Us, Death to the Enemy        |                        | Jewgeni Bauer                        |                                          |
| Немые свидетели                | Silent Witnesses                       |                        | Jewgeni Bauer                        |                                          |

### 1915
(keine deutschen und österreichischen Verleihdaten feststellbar)
| Russischer Titel          | Englischer Verleihtitel    | Deutscher Verleihtitel | Regisseur                           | Bemerkungen                                                |
| ------------------------- | -------------------------- | ---------------------- | ----------------------------------- | ---------------------------------------------------------- |
| После смерти              | After Death                |                        | Jewgeni Bauer                       |                                                            |
| Дети века                 | Children of the Age        |                        | Jewgeni Bauer                       |                                                            |
| Грёзы                     | Daydreams                  |                        | Jewgeni Bauer                       |                                                            |
| Миражи                    | Mirages                    |                        | Pjotr Tschardynin                   |                                                            |
| Тысяча вторая хитрость    | The 1002nd Ruse            |                        | Jewgeni Bauer                       |                                                            |
| Портрет Дориана Грея      | The Picture of Dorian Grey |                        | Wsewolod Meyerhold, Michail Doronin | nach dem Roman Das Bildnis des Dorian Grey von Oscar Wilde |
| Портрет                   | The Portrait               |                        | Władysław Starewicz                 |                                                            |
| Песнь торжествующей любви | Song of Triumphant Love    |                        | Jewgeni Bauer                       |                                                            |

### 1917
| Russischer Titel | Englischer Verleihtitel | Deutscher Verleihtitel              | Regisseur        | Bemerkungen |
| ---------------- | ----------------------- | ----------------------------------- | ---------------- | ----------- |
| У камина         | By the Fireplace        |                                     | Pjotr Chardynin  |             |
| Arshin mal-alan  | The Cloth Peddler       |                                     | Boris Swetlow    |             |
| Умирающий лебедь | The Dying Swan          |                                     | Jewgeni Bauer    |             |
| Король Парижа    | The King of Paris       |                                     | Jewgeni Bauer    |             |
| Отец Сергий      | Father Sergius          | Pater Segius (D), Vater Sergius (A) | Jakow Protasanow |             |
| За счастьем      | For Happiness           |                                     | Jewgeni Bauer    |             |
| Сатана ликующий  | Satan Triumphant        |                                     | Jakow Protasanow |             |

## Spielfilme weiterer Nationalitäten und Sprachen
Estnische Filme
Bis 1918 sind zwei estnische Spielfilme bekannt, außerdem gab es einige Dokumentarfilme.
- Laenatud naene, 1913, Kurzfilm, in Reval (Tallinn), erster estnischer Spielfilm
- Karujaht Pärnumaal, 1914

Georgische Filme
Es gab einen georgischen Spielfilm und einige Dokumentarfilme bis 1917
- ქრისტინე (Kristine), 1916, von Alexander Tsutsunava, erster georgischer Spielfilm

Jiddische Filme
Seit 1908 entstanden einige jiddische Spielfilme im Studio Siła-film in Warschau
Polnische Filme
Zwischen 1908 und 1918 wurden über zwanzig Stummfilme in Russisch-Polen gedreht, vor allem in den Studios Siła und Sfinks in Warschau. 1914 spielte Pola Negri erstmals in einem Film die Hauptrolle, die später ein bekannter internationaler Filmstar wurde. Seit der staatlichen Unabhängigkeit 1919 nahm die Filmproduktion in Polen deutlich zu.
Ukrainische Filme
Der ukrainische Regisseur Danylo Sachnenko drehte in Katerinoslaw (jetzt Dnipro) drei Spielfilme für das Studio Pathé Frères. Der Filmproduzent Miron Grossmann (Mirograf) ließ einen jüdischen Film drehen.
Dokumentarfilme in Aserbaidschan
Der georgische Regisseur Vasil Anashukeli drehte 1908 vier Dokumentarfilme über die Erdölförderung in Aserbaidschan (darunter Dəniz kənarında gəzinti (Seaside Walk)).

## Weitere Entwicklung
Auch nach der Oktoberrevolution Ende 1917 wurden weiter Filme gedreht.
Nach dem Beginn des russischen Bürgerkrieges 1919 gingen die meisten wichtigen Regisseure, Produzenten und Schauspieler in das Ausland nach Berlin, Wien, Paris und in weitere Städte. Dort entstanden auch einige Remakes von früheren vorrevolutionären Stummfilmen. Einige Regisseure und Schauspieler kehrten ab 1924 in die Heimat zurück und konnten dort mit Einschränkungen wieder an Filmen mitwirken.